# Włodzimierz Kiernożycki (profesor)

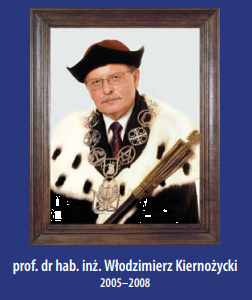
Obraz w sali Senatu Uczelni

Włodzimierz Kiernożycki (ur. 30 maja 1951 w Poznaniu, zm. 15 lutego 2025 w Szczecinie) – polski inżynier, profesor nauk technicznych w zakresie budownictwa, konstrukcji żelbetowych i materiałach budowlanych, nauczyciel akademicki, rektor Politechniki Szczecińskiej (2005–2008), a następnie Zachodniopomorskiego Uniwersytetu Technologicznego w Szczecinie (2009–2016).

## Życiorys
Włodzimierz Kiernożycki w 1974 został absolwentem Wydziału Budownictwa i Architektury Politechniki Szczecińskiej. Po studiach podjął pracę naukowo-dydaktyczną na macierzystym wydziale, gdzie przeszedł przez wszystkie szczeble kariery akademickiej od stanowiska asystenta stażysty do stanowiska profesora zwyczajnego, a także przez wszystkie funkcje administracyjne od kierownika zakładu, wicedyrektora instytutu poprzez prodziekana, dziekana, prorektora do stanowiska rektora. W 1979 otrzymał stopień naukowy doktora nauk technicznych po obronie dysertacji Analiza wpływu wstępnego okresu hydratacji cementu na efektywność bezciśnieniowej obróbki cieplnej betonu piaskowego (promotor doc. dr inż. Janusz Kurzawa). W 1983 odbył 10-miesięczny staż naukowy na Uniwersytecie w Monachium (Niemcy). W 1994 habilitował się na Wydziale Inżynierii Lądowej Politechniki Gdańskiej na podstawie monografii Termiczne naprężenia wymuszone w betonowych budowlach masywnych z uwzględnieniem zjawisk reologicznych. Od 1996 był kierownikiem Zakładu, a później Katedry Konstrukcji Żelbetowych i Technologii Betonu. W 2004 otrzymał tytuł profesora nauk technicznych.
Włodzimierz Kiernożycki został pochowany na Cmentarzu Centralnym w Szczecinie (kw. 45A-7-11).

## Praca naukowo-dydaktyczna
Włodzimierz Kiernożycki w pracy naukowej specjalizował się w budownictwie, w tym w konstrukcjach żelbetowych i materiałach budowlanych. Do głównych osiągnięć naukowych profesora Kiernożyckiego należą jakościowy opis mechanizmu uszkodzeń betonowych konstrukcji masywnych w wyniku oddziaływań pośrednich, analiza i symulacja modelowa warunków twardnienia masywnych konstrukcji betonowych oraz ustalenie znaczenia technicznego zjawisk reologicznych betonów zwykłych i wysokiej wytrzymałości twardniejących we wnętrzu konstrukcji masywnych. Wyniki tych badań wdrażano przy betonowaniu masywnych konstrukcji inżynierskich na budowlach przemysłu energetycznego w Polsce (Elektrownia Bełchatów, Opole i Żarnowiec oraz niemiecki elektrownie w Jänschwalde i w Lauchhammer).
Profesor Kiernożycki opublikował ok. 100 prac naukowych, w tym 6 opracowań monograficznych, służących również studentom. Był autorem lub współautorem ponad 30 ekspertyz i opracowań naukowo-technicznych wdrożonych w praktyce inżynierskiej. Uczestniczył w pracach realizowanych w ramach programu rządowego PR-8 i CPBR. Był kierownikiem 3 projektów finansowanych przez KBN, kierował zadaniem inwestycyjnym finansowanym ze środków Funduszu Nauki i Technologii Polskiej.
Profesor Włodzimierz Kiernożycki prowadził wykłady z przedmiotów: budownictwo przemysłowe, technologia konstrukcji z prefabrykatów betonowych, konstrukcje żelbetowe oraz seminaria dyplomowe. Wypromował 4 doktorów oraz 40 magistrów inżynierów budownictwa.

## Wybrane publikacje
- Wpływ piasku korundowego na właściwości betonu cementowego. „Mater. Bud.” 2023, 9, (wsp. Elżbieta Horszczaruk)[10]
- The influence of temperature on the hydration rate of cements based on calorimetric measurements. „Materials” 2021, 14(11), 3025 (wsp. Jarosław Błyszko)[11]
- Z II Rzeczypospolitej na Pomorze Zachodnie: stulecie odzyskania niepodległości przez Polskę. W: „70 lat tradycji akademickiej na Pomorzu Zachodnim” 2020[4]
- Causes of failures of industrial floors and concrete surfaces – case study. MATEC Web of Conferences 2019, 284 (wsp. Jarosław Błyszko)[12]
- Niektóre uwarunkowania materiałowe składu betonu konstrukcji masywnych. w: „Wybrane zagadnienia teoretyczne i doświadczalne w badaniach materiałów i konstrukcji budowlanych : praca zbiorowa” 2017 (wsp. Jolanta Borucka-Lipska)[4]
- Betonowe konstrukcje masywne. Wydaw. Polski Cement sp. z o.o. 2003, 320 ss. ISBN 978-83-894-780-09
- Rheological properties of early age concrete in tension. „Arch. Civil Engin.” 2001, 47, 3, s.385-387 (wsp. P. Freidenberg)[13]
- Effect of the temperature rise as a result of concrete hydration on the massive concrete walls. „Inż. Budownictwo” 1976, 33, 1, s.19-22 (wsp. Janusz Kurzawa)[13]

## Udział w organizacji nauki
Profesor Włodzimierz Kiernożycki pełnił funkcje wicedyrektora Instytutu Inżynierii Lądowej (1990-1991), dyrektora Instytutu Inżynierii Lądowej (1991-1993), prodziekana ds. dydaktycznych (1993-1996) oraz dziekana Wydziału Budownictwa i Architektury (1996-2002).
W latach 2002–2005 pełnił funkcję prorektora ds. nauczania Politechniki Szczecińskiej. W 2005 i 2008 został wybrany na stanowisko rektora Politechniki Szczecińskiej. W 2009 objął tożsame stanowisko w nowo powołanym Zachodniopomorskim Uniwersytecie Technologicznym w Szczecinie. W 2012 został wybrany na rektora tego uniwersytetu na czteroletnią kadencję, która upłynęła w 2016.
Był członkiem Rady Dyscypliny – inżynieria lądowa i transport Zachodniopomorskiego Uniwersytetu Technologicznego w Szczecinie. Ponadto był członkiem Komitetu Inżynierii Lądowej i Wodnej PAN, członkiem Sekcji Konstrukcji Betonowych Komitetu Inżynierii Lądowej i Wodnej PAN i Sekcji Materiałów Budowlanych Komitetu Inżynierii Lądowej i Wodnej PAN.

## Odznaczenia i nagrody
- Krzyż Kawalerski Orderu Odrodzenia Polski (2011)[15]
- Medal im. prof. Stefana Kaufmana (2011)[16]
- Medal Komisji Edukacji Narodowej (2003)[1]
- Nagroda Ministra Infrastruktury (2003)[1]
- Złoty Krzyż Zasługi (1996)[17]
- Nagroda im. prof. Wacława Żenczykowskiego (1995)[18]
- Nagroda II st. Ministra Gospodarki Przestrzennej i Budownictwa (1990)[1]
- Nagroda II st. MNiSWiT (1981)[1]